# Megaerops ecaudatus
Megaerops ecaudatus är en däggdjursart som först beskrevs av Coenraad Jacob Temminck 1837. Den ingår i släktet Megaerops och familjen flyghundar. IUCN kategoriserar arten globalt som livskraftig. Inga underarter finns listade.

## Beskrivning
En liten flyghund med ljus päls, ovansidan är omönstrat mellanbrun. Nosen är kort med rörformade näsborrar. Tummens nederdel är omsluten av vingarna, så att tummen viks inåt när vingarna fälls ihop. Arten saknar svans. Kroppslängden är 5 till 6 cm, och vikten 18 till 38 g.

## Utbredning
Denna flyghund förekommer i Sydostasien från Thailand och Malackahalvön till Borneo och Sumatra. Möjligen lever en avskild population i nordöstra Indien.

## Ekologi
Habitatet utgörs av olika slags skogar från låglänta, städsegröna skogar till störda kulturskogar på höjder mellan 100 och 3 000 m. Förutom i skogar med någon form av störning kan den förekomma i andra habitat på lågkvalitativa jordar, som sumpskogar och mangroveträsk. Arten kan även påträffas i galleriskog och på hedar. Den har påträffats i grottor, som man antar endast utgör tillfälliga vistelseplatser.
På Malackahalvön byter ibland individerna viloplats för att komma närmare födan, som i huvudsak består av frukt, främst fikon. Även nektar och pollen kan ingå i födan.